# Zendō

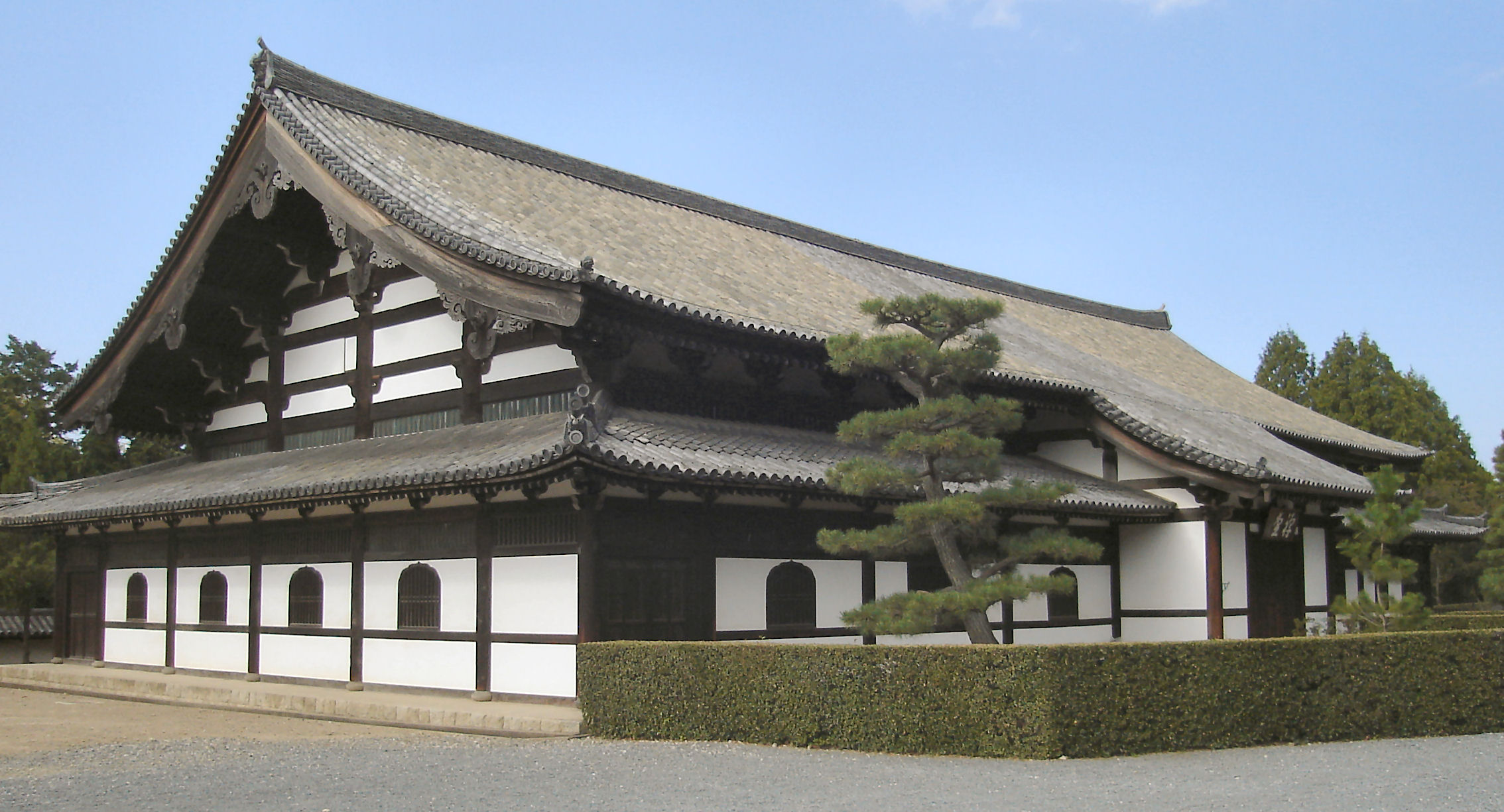
Zendō des Tōfuku-ji in Kyoto

Im Zen-Buddhismus ist das Zendō ein spirituelles Dōjō, in dem Sitzmeditation (Zazen) praktiziert wird. Ein vollwertiger zen-buddhistischer Tempel hat in der Regel mindestens einen Zendō sowie einen Hondō ("Haupthalle", aber manchmal auch als "Buddha-Halle" übersetzt), der für zeremonielle Zwecke genutzt wird, und eine Vielzahl anderer Gebäude mit unterschiedlichen Funktionen. Allerdings kann jeder Ort, an dem Menschen Zen praktizieren, als Zendō bezeichnet werden.

## Umgangsformen im Zendo
Die Etikette im Zendō kann von Tempel zu Tempel (und je nach Schule) variieren. Hier sind jedoch die wichtigsten Regeln, die allgemein gelten:
- Betreten Sie den Eingang von der linken Seite aus (also ohne der Buddha-Statue gegenüberzustehen) und treten Sie mit dem linken Fuß zuerst über die Schwelle.

- Machen Sie Gasshō und verbeuge dich in Richtung des Altars.

- Gehen Sie links um den Altar herum in den Raum und nehmen Sie Platz. Wenn Sie sich drehen müssen, tun Sie dies im rechten Winkel (im Rinzai-Zen geht man beim Kinhin am Altar vorbei).

- An seinem Platz angekommen, verbeugen Sie sich in Gasshō vor seinem Meditationskissen (Zafu), um die Teilnehmer links und rechts zu grüßen (die sich ebenfalls verbeugen können). Dann macht man eine halbe Drehung, um die Teilnehmer auf der anderen Seite des Raumes zu grüßen (die sich je nach Schule ebenfalls verbeugen können).

- Auf dem Zafu sitzen. Im Sōtō-Zen wird nach dem Gasshō eine weitere halbe Drehung vollzogen, um sich mit dem Gesicht zur Wand zu setzen.

- Alle Bewegungen und Drehungen um die eigene Achse erfolgen im Uhrzeigersinn.

- Verlassen Sie das Zendō auf derselben Seite, auf der Sie es betreten haben (also rechts vom Übenden), und treten Sie mit dem rechten Fuß über die Schwelle.

## Essenszeiten
In einigen Tempeln werden die Mahlzeiten während des Sesshin im Zendō eingenommen. Es werden drei Mahlzeiten pro Tag serviert. Das Frühstück wird frühmorgens, vor Sonnenaufgang, serviert. Es besteht normalerweise aus Reisschleim und eingelegtem Gemüse. Später werden zwei Mahlzeiten eingenommen: am Mittag und am späten Nachmittag. Die Mittagsmahlzeit ist die Hauptmahlzeit. Diese Mahlzeiten bestehen in der Regel aus Reis, Gemüsesuppe und eingelegtem Gemüse. Die Nachmittagsmahlzeit besteht aus den Resten der Mittagsmahlzeit. Das Herz-Sutra (Japanisch: Hannya Shingyō, Sanskrit: Prajñāpāramitā Hṛdayasūtra) und die "fünf Meditationen" werden vor dem Frühstück und dem Mittagessen rezitiert. Während des Mittagessens opfern die Nonnen und Mönche den Hungergeistern (Japanisch: Gakis; Sanskrit: Preta) etwas von ihrer Mahlzeit. Die Mönche und Nonnen schweigen während der Mahlzeiten und kommunizieren durch Hand- und Armgesten.

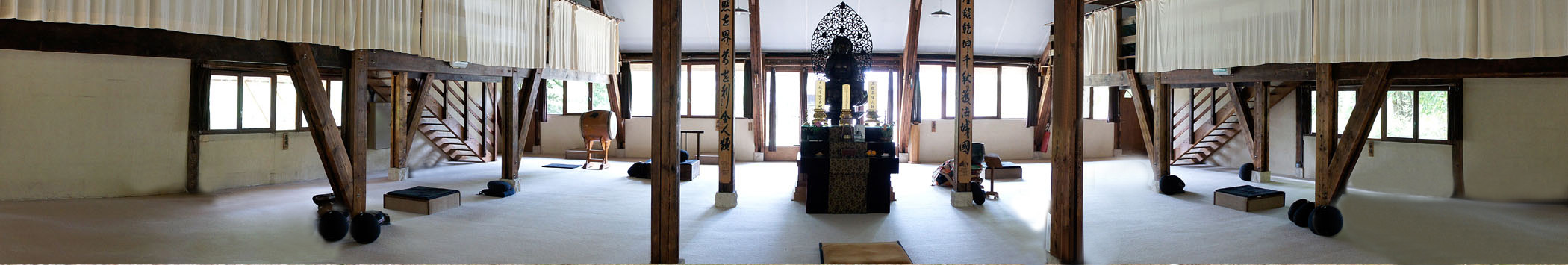
Sōtō-Zendo der La Gendronniére in der Nähe von Blois (Frankreich)